# 井川町炭焼
井川町炭焼（いかわちょうすみやき）は、徳島県三好市の町名。郵便番号は778-0000。

## 地理
三好市の北東部に位置。南から西は井川町岩風呂、北は井川町才長谷、東は三好郡東みよし町とそれぞれ接する。地域のほとんどが山間部で、住民はいない。住民がいないこともあり、郵便番号は778-0000となっている。

## 歴史
- 2006年（平成18年）3月1日 - 三好郡井川町が三野町・池田町・山城町・東祖谷山村・西祖谷山村と合併して三好市が発足し、現在の町名となる。

## 交通

### 鉄道
- 最寄り駅はJR徳島線の辻駅。